# Emerald Lake (Deception Island)
Der Emerald Lake ist ein Kratersee im Süden von Deception Island im Archipel der Südlichen Shetlandinseln. Er liegt unterhalb des Mount Irízar.
Der aus Wales stammende Geologe Donald Durston Hawkes (* 1934) vom Falkland Islands Dependencies Survey nahm 1961 eine geologische Kartierung des Sees vor. Polnische Wissenschaftler benannten ihn 1999 nach seiner smaragdgrünen Farbe.